# I Wanna Dance with Somebody (Who Loves Me)
"I Wanna Dance with Somebody (Who Loves Me)" er første single fra Whitney Houstons andet studiealbum Whitney. Det blev produceret af Narada Michael Walden og var skrevet af George Merrill og Shannon Rubicam fra bandet Boy Meets Girl, der tidligere havde skrevet Whitney Houstons nummer et-hit "How Will I Know". Oprindeligt lød sangen mere som en country-sang, men Walden gav den en mere dansevenlig lyd.
Sangen modtog blandede anmeldelser fra musikanmelderne, der sammenlignede det musikalske arrangement med hendes egen "How Will I Know" og Cyndi Laupers "Girls Just Want to Have Fun". Sangen vandt en Grammy for bedste vokale pop-præstation af en kvinde ved de 30. grammyuddelinger i 1988. Siden fik sangen bedre anmeldelser og betragtes nu som en perle fra 1980'erne. Singlen var en kommerciel succes, hvor den nåede toppen af hitlisterne i 13 forskellige lande, heriblandt Australien, Tyskland og Storbritannien. I USA blev det hendes fjerde nummer-et single i træk, hvor den solgtes i over en million eksemplarer; det næststørste efter "I Will Always Love You".

## Hitlister
| Hitliste (1987)                                                 | Højeste placering |
| --------------------------------------------------------------- | ----------------- |
| Australien (Kent Music Report)                                  | 1                 |
| Belgien (VRT Top 30)                                            | 1                 |
| Canada (RPM)                                                    | 1                 |
| European Hot 100 Singles (Music & Media)                        | 1                 |
| Finland (Suomen virallinen lista)                               | 1                 |
| Frankrig (SNEP)                                                 | 15                |
| Holland (Dutch Top 40)                                          | 1                 |
| Irland (IRMA)                                                   | 2                 |
| Italien (Musica e Dischi)                                       | 1                 |
| New Zealand (RIANZ)                                             | 1                 |
| Norge (VG-lista)                                                | 1                 |
| Schweiz (Schweizer Hitparade)                                   | 1                 |
| Spanien (AFYVE)                                                 | 4                 |
| Storbritannien (UK Singles Chart/The Official Charts Company)   | 1                 |
| Sverige (Sverigetopplistan)                                     | 1                 |
| Sydafrika                                                       | 1                 |
| Tyskland (Media Control Top 100)                                | 1                 |
| USA (Billboard Hot 100)                                         | 1                 |
| USA (Hot R&B/Hip-Hop Songs)                                     | 2                 |
| USA (Adult Contemporary Singles)                                | 1                 |
| USA (Hot Dance Music/Club Play)                                 | 1                 |
| Østrig (Ö3 Austria Top 40)                                      | 3                 |
| Chart (2012)                                                    | Højeste Placering |
| Canada (Billboard Hot 100)                                      | 33                |
| Storbritannien (UK Singles Chart) (The Official Charts Company) | 20                |
| Storbritannien (UK Dance Chart) (The Official Charts Company)   | 4                 |
| USA (Billboard Hot 100)                                         | 25                |